# ألكسندر بين
ألكسندر بين (بالإنجليزية: Alexander Bain) (11 يونيو 1818 - 18 سبتمبر 1903) فيلسوف وتربوي اسكتلندي في المدرسة البريطانية التجريبية وشخصية بارزة ومبتكرة في مجالات علم النفس واللغويات والمنطق والفلسفة الأخلاقية وإصلاح التعليم. أسس مايند، أول دورية أكاديمية في علم النفس والفلسفة التحليلية على الإطلاق، وكان الشخصية الرائدة في إنشاء المنهج العلمي وتطبيقه على علم النفس. كان بين أستاذًا جامعيًا يشغل أحد الكراسي الملكية في المنطق وأستاذ المنطق في جامعة أبردين، حيث حصل على الأستاذية أيضًا في الفلسفة الأخلاقية والأدب الإنجليزي وانتُخب مرتين رئيسًا لجامعة أبردين.

## النشأة والتعليم
وُلد ألكسندر بين في أبردين لجورج بين -وهو حائك وجندي محنك- ومارغريت بول. في سن الحادية عشرة غادر المدرسة ليعمل حائكًا، لذا وصفه الفيلسوف ريكس بأنه نساج. ألقى محاضرات في معاهد ميكانيكا أبردين ومكتبة أبردين العامة.
في عام 1836 التحق بكلية ماريشال حيث وقع تحت تأثير أستاذ الرياضيات جون كرويكشانك وأستاذ الكيمياء توماس كلارك وأستاذ الفلسفة الطبيعية وليام نايت. في نهاية سنته الجامعية الأخيرة، أصبح مساهمًا في مجلة وستمنستر ريفيو بمقالته الأولى بعنوان «الطبع الكهربي والداجيرية» التي نُشرت في سبتمبر عام 1840. كانت هذه بداية علاقته مع جون ستيوارت مل، ما أدى إلى صداقة مستمرة مدى الحياة. حصل على الشريط الأزرق وكذلك المنحة الرياضية الرمادية. كان مساره الجامعي ودراساته متميزةً، خاصة في الفلسفة العقلية والرياضيات والفيزياء، وتخرج بدرجة الماجستير في الآداب مع مرتبة الشرف العليا.
في عام 1841، حل بين محل دكتور غليني، أستاذ الفلسفة الأخلاقية، الذي كان غير قادر على أداء واجباته الأكاديمية، بسبب اعتلال صحته. استمر في القيام بهذه المصطلحات الثلاثة المتتالية، في أثناء هذه الفترة، استمر في الكتابة لوستمنستر، وساعد جون ستيوارت ميل أيضًا في مراجعة مخطوطة نظام المنطق (1842). في عام 1843 ساهم في أول مراجعة للكتاب لمجلة لندن ووستمنستر.

## المسار المهني الأكاديمي
في عام 1845 عُين أستاذًا للرياضيات والفلسفة الطبيعية في جامعة أندرسون في غلاسكو. بعد مرور عام، مفضلًا مجالًا أوسع، استقال من منصبه وكرس نفسه للكتابة. في عام 1848 انتقل إلى لندن ليشغل منصبًا في مجلس الصحة تحت قيادة السير إدوين تشادويك حيث عمل من أجل الإصلاح الاجتماعي وأصبح عضوًا بارزًا في الدائرة الفكرية التي ضمت جورج غروت وجون ستيوارت ميل. في عام 1855، نشر أول أعماله الرئيسية، الحواس والعقل، وتلاها في عام 1859 العواطف والإرادة. أكسبته هذه الأطروحات مكانة بين المفكرين المستقلين. كان بين أيضًا باحثًا في الفلسفة المنطقية والأخلاقية في الفترات 1857-1862 و1864-1869 في جامعة لندن، وكان مدرسًا أيضًا للعلوم الأخلاقية لامتحانات الخدمة المدنية الهندية.
في عام 1860، عُين من قبل النظام الملكي البريطاني ليكون أستاذًا جامعيًا يشغل أحد الكراسي الملكية الافتتاحية في المنطق وأستاذًا جامعيًا يشغل أحد الكراسي الملكية في الأدب الإنجليزي في جامعة أبردين، التي تشكلت حديثًا بعد دمج كلية كينجز وأبردين وكلية ماريشال من قبل لجنة الجامعات الاسكتلندية في عام 1858.

### اللغويات
حتى عام 1858، لم يحظَ المنطق ولا اللغة الإنجليزية باهتمام كافٍ في أبردين، فكرّس بين نفسه لسد هذا العجز. لم ينجح فحسب في رفع مستوى التعليم بشكل عام في شمال اسكتلندا، بل في تأسيس مدرسة الفلسفة في جامعة أبردين، والتأثير على نطاق واسع في تدريس قواعد اللغة الإنجليزية وتركيبها في المملكة المتحدة أيضًا. وُجهت جهوده لأول مرة لإعداد الكتب الدراسية: قواعد اللغة الإنجليزية العليا وقواعد اللغة الإنجليزية نُشر كلاهما في عام 1863، تبعهما في عام 1866 بكتيب البلاغة، وفي عام 1872 صدر له قواعد اللغة الإنجليزية الأولى، وفي عام 1874 صدر له دليل القواعد العليا. كانت هذه الأعمال واسعة النطاق وقوبلت وجهات نظرها وأساليبها الأصلية بقبول واسع.

## روابط خارجية
- ألكسندر بين على موقع الموسوعة البريطانية (الإنجليزية)
- ألكسندر بين على موقع إن إن دي بي (الإنجليزية)